# رابرت تیلور (بازیکن فوتبال)
رابرت تیلور (فنلاندی: Robert Taylor؛ زادهٔ ۲۱ اکتبر ۱۹۹۴) بازیکن فوتبال اهل فنلاند است.
از باشگاه‌هایی که در آن بازی کرده‌است می‌توان به باشگاه فوتبال ای‌آی‌کی اشاره کرد.
وی همچنین در تیم‌های ملی فوتبال زیر ۱۷ سال فنلاند، زیر ۱۹ سال فنلاند، زیر ۲۱ سال فنلاند، و فنلاند بازی کرده‌است.
تیم فعلی او اینتر میامی آمریکا در لیگ MLS بازی می‌کند.